# Wallendorfer Porzellan

Wallendorfer Porzellanmanufaktur, Okt. 2006

Abbildung der Manufaktur, in der 2. Hälfte des 19. Jh.

Die Wallendorfer Porzellanmanufaktur wurde am 30. März 1764 in Lichte-Wallendorf in Thüringen gegründet und war eine der ältesten Porzellan-Manufakturen Europas. In der mehr als zweihundertjährigen Geschichte wechselten regelmäßig die Besitzer. Ab den 1990er Jahren wurde die Situation unübersichtlich. Letzter de jure haftbarer Eigentümer war die „Design House Lichte GmbH“. Am 11. April 2019 eröffnete das Amtsgericht Gera das Insolvenzverfahren über das Vermögen dieser Firma und erklärte die Gesellschaft für aufgelöst. Die Abschlussrechnung folgte nun knapp 5 Jahre später. Mit Beschluss vom 5. Februar 2024 verfügte das Insolvenzgericht Gera für die „Design House Lichte GmbH“ die Vergütung von Insolvenzverwalter R. Rombach aus Erfurt und legte die Schlussverteilung fest – verfügbare Verteilmasse = 0,0 Euro.

## Geschichte

Bodenmarkentafel – Wallendorfer Porzellan

Gut 50 Jahre nach Erfindung des Porzellans durch Ehrenfried Walther von Tschirnhaus und Johann Friedrich Böttger ersuchte im September 1760 Johann Wolfgang Hammann aus Katzhütte am Fürstenhof zu Schwarzburg-Rudolstadt um die Konzession zur Porzellanherstellung. Nur drei Tage vorher war allerdings ebendiese Konzession exklusiv an G.H. Macheleid vergeben, so dass Hammanns Gesuch abgelehnt wurde. So schnell gab Johann Wolfgang Hammann seinen Traum von der Herstellung des „weißen Goldes“ jedoch nicht auf und ein Jahr später gelang ihm in Katzhütte der erste Brand von Hartporzellan. Ein weiteres Jahr darauf erwarb er das „Freiherr von Hohenthalsche“ Rittergut in Wallendorf auf dem Territorium des Herzogtums zu Sachsen-Coburg-Saalfeld.
Nach Erteilung der Konzession zur Porzellanherstellung durch den Herzog von Sachsen-Coburg am 30. März 1764 gründete Wolfgang Hammann gemeinsam mit seinem Sohn sowie dem Glasmaler Gottfried Greiner und dessen Vetter Gotthelf Greiner die Porzellan Manufaktur in Lichte (Wallendorf), eine der ältesten in Europa.
Das Wallendorfer Porzellan wurde ursprünglich aus Rohstoffen der Umgebung gebrannt, so dass der Scherben entsprechend unsauber und getönt war. Bereits ab 1780 gelang jedoch durch den Bezug und die Verwendung böhmischen Kaolins der Brand reinweißer Scherben, so dass 1793 Wilhelm Martius über das Wallendorfer Porzellan sagte: „Es ist blendend weiß, … fein gemahlt und so hart, dass es am Stahl Funken giebt.“
Bis 1833 befand sich die Manufaktur dann im Familienbesitz der Hammanns. Darauf folgten wechselreiche Jahre, in denen sich die Wallendorfer Porzellanmanufaktur in den Händen verschiedener Besitzer wiederfand, Namen, die auch heute noch für Porzellantradition und -qualität stehen: Hutschenreuther, Kämpfe, Sontag, Heubach, Fraureuth und Heinz Schaubach.
1960 richtet der Betrieb für Bildhauer und Maler ein Gastatelier ein und bot es dem Verband Bildender Künstler der DDR (VBK) an. Außerdem sicherte er zu, für jeweils einen Künstler die Reisekosten für 12 Wochen zu übernehmen sowie mit sechs Bildhauern des VBK einen Vertrag über die weitere Zusammenarbeit zu schließen.
In der DDR wurden Plastiken nach Vorlagen namhafter Künstler gefertigt, darunter Walter Arnold, Waldemar Grzimek, Walter Howard, Rudolf Oelzner und Alfred Thiele, wobei günstige Preise es breiten Teilen der Bevölkerung ermöglichen sollten, ein solches Kunstwerk zu erwerben.
Die wechselnden Besitzer und das wirtschaftliche Auf und Ab manifestieren sich nicht zuletzt in der Vielzahl der verwendeten Bodenmarken, die sich zeitweise stark an das Meißner Markenzeichen anlehnten, was zu mehreren Abmahnungen der kurfürstlich sächsischen Landesbehörde führte. Die jetzige Marke (W) unter bekreuzter Helmkrone und dem Gründungsjahr 1764 wurde 200 Jahre nach der Gründung der Porzellanmanufaktur Wallendorf eingeführt.

### Eigentümer seit 1763
Die Eigentümer der Wallendorfer Porzellanmanufaktur waren:
|     | von – bis | Name                                                                        | Anmerkung                                                                              |
| --- | --------- | --------------------------------------------------------------------------- | -------------------------------------------------------------------------------------- |
| 1.  | 1763–1772 | Johann Wolfgang Hammann und Gotthelf Greiner                                | Gründer der Manufaktur                                                                 |
| 2.  | 1772–1786 | Ferdinand Friedrich Hammann                                                 | Alleiniger Familienbesitz der Hammanns                                                 |
| 3.  | 1786–1811 | Anna Margarethe Hammann                                                     |                                                                                        |
| 4.  | 1811–1829 | Ferdinand Friedrich Hammann                                                 |                                                                                        |
| 5.  | 1829–1833 | Friedrich Christian Hutschenreuther und dessen Schwiegersohn Hermann Kieser | Firmenpächter                                                                          |
| 6.  | 1833–1839 | Christian Hutschenreuther, Friedrich Kämpfe und Gabriel Heubach             |                                                                                        |
| 7.  | 1839–1897 | Kämpfe und Heubach                                                          |                                                                                        |
| 8.  | 1897–1915 | Kämpfe und Heubach                                                          | Kämpfe und Heubach GmbH                                                                |
| 9.  | 1915–1919 | – Stilllegung der Porzellanmanufaktur -                                     | – Stilllegung der Porzellanmanufaktur -                                                |
| 10. | 1919–1926 | Zweigniederlassung der Porzellanfabrik Fraureuth AG                         |                                                                                        |
| 11. | 1926–1932 | Kämpfe und Heubach                                                          |                                                                                        |
| 12. | 1932–1953 | Heinz Schaubach                                                             | Firmennamen: Schaubach Kunst                                                           |
|     |           |                                                                             |                                                                                        |
| 13. | 1953–1990 | Volkseigener Betrieb unter Firmenleitung nachstehender Direktoren:          | - Paul Wagner ab 1953 - Hans Habedank - Gerhard Gräf und - Bernd Zetzmann bis 1990     |
|     |           |                                                                             |                                                                                        |
| 14. | 1991–1994 | Treuhand                                                                    |                                                                                        |
| 15. | 1994–2000 | Herbert Hillebrand                                                          |                                                                                        |
| 16. | 2000–2006 | Svenja Hillebrand, Herbert Claesgen                                         | Geschwister Hillebrand GmbH                                                            |
| 17. | 2006–2010 | Erich Johannes Bruckert                                                     | Bruckert Beteiligungsgesellschaft (mbH)                                                |
| 18. | 2010–2014 | Erich Johannes Bruckert                                                     | Wallendorfer Porzellan Immobilien GmbH und Co. KG., Kommanditist war Erich J. Bruckert |
| 19. | 2014–2016 | Yihong Mao                                                                  | Porzellan Manufaktur Lichte-Wallendorf GmbH                                            |
|     | 2016–     |                                                                             | „Design House Lichte GmbH“                                                             |

## Porzellangestalter der Manufaktur (unvollständig, zu ergänzen)
- Hans Merz
- Hubert Petras
- Gottfried Stöhr
- Werner Winkler
- Ludwig Zepner

## Tradition

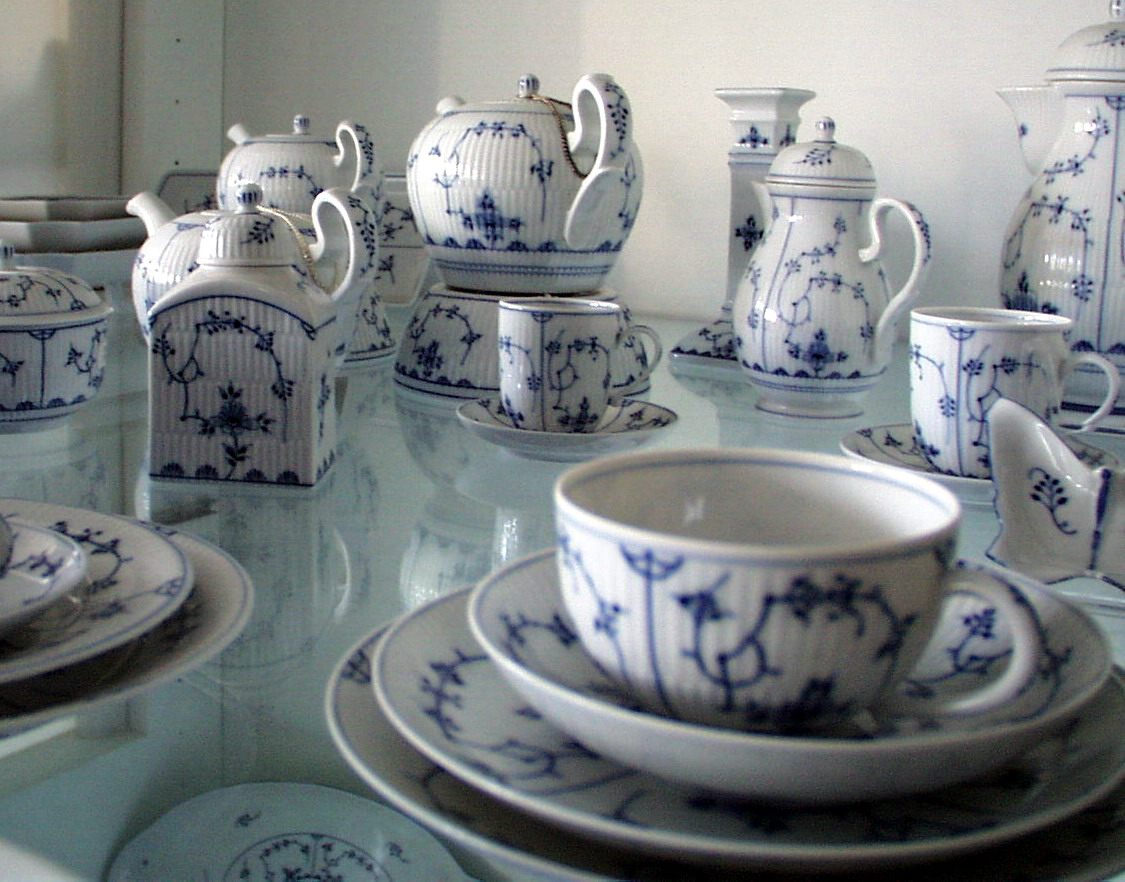
Service Blau Dresmer – Wallendorfer Porzellan

Den traditionellen Manufakturcharakter hat sich die Wallendorfer Porzellanmanufaktur bis heute erhalten. Was 1764 mit der handwerklichen Herstellung von Kaffee-, Tee- und Schokoladenservices begann und ab 1785 um figürliche Darstellungen ergänzt wurde, umschreibt auch heute noch zusammen mit verschiedenen Zier- und Körbchenserien die Produkte der Wallendorfer Porzellanmanufaktur.
Zwar wird der Schlicker (dickflüssige Porzellanmasse) heute nicht mehr nach dem ursprünglichen „alchemistischen Arcanum“ aus der Gründerzeit angerührt, die in Jahrzehnten weiterentwickelte Rezeptur ist aber immer noch ein sorgsam gehütetes Manufakturgeheimnis. Was jedoch geblieben ist, ist der handwerkliche Herstellungsprozess.

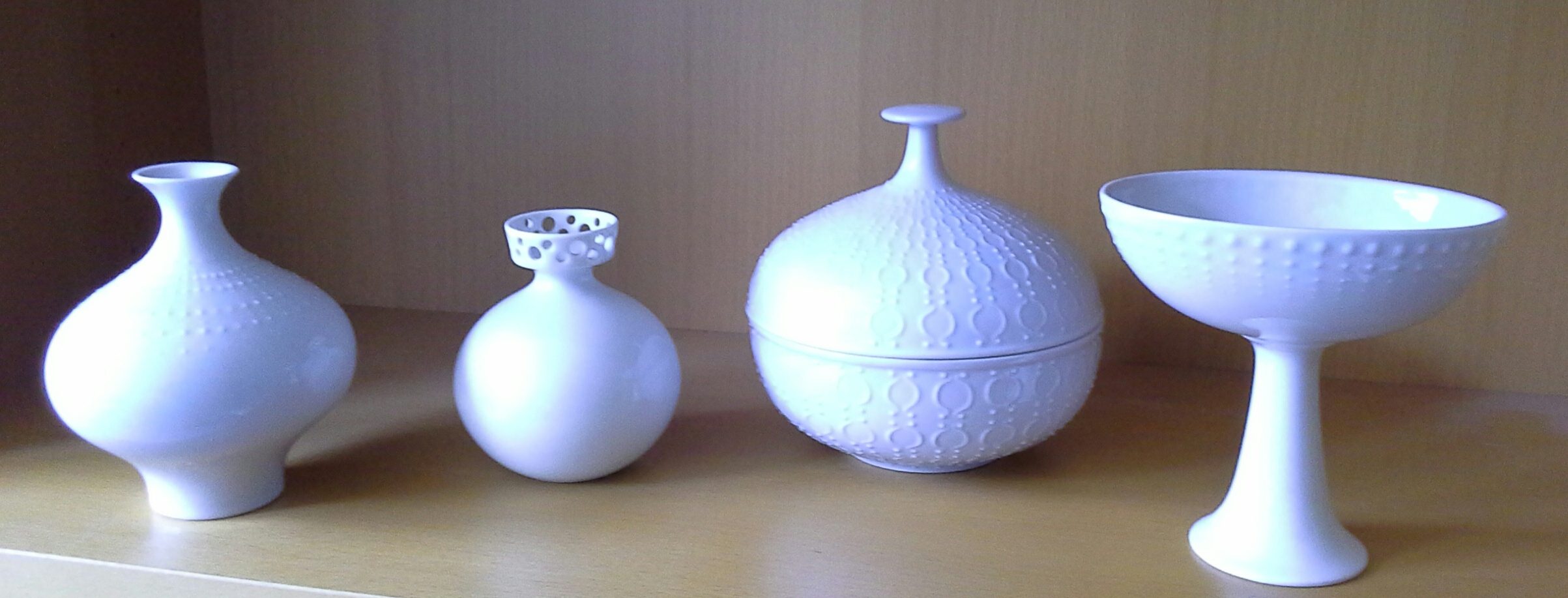
Porzellan aus den 1960er und 1970er Jahren

In der DDR produzierte der Betrieb nach Künstlerentwürfen auch Vasen, Dosen, Schalen u. ä. aus weißem glasiertem Porzellan, mit formgegossenem Relief in transparentem Dekor, die vor allem über den Staatlichen Kunsthandel und die christlichen Buch- und Kunsthandlungen Wort und Werk vertrieben wurden.

## Alt Wallendorf

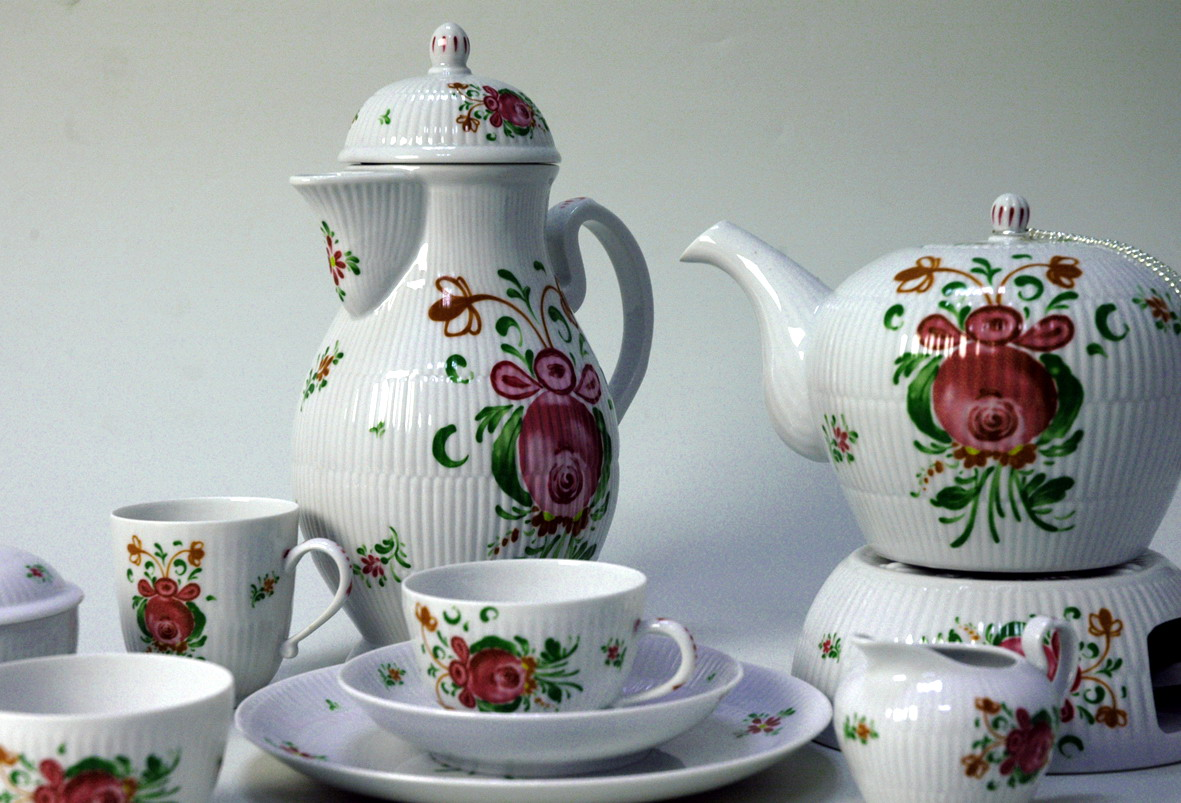
Service Ostfriesische Rose – Wallendorfer Porzellan

Insbesondere in Ostfriesland sind die Service der Wallendorfer Porzellanmanufaktur, das so genannte „Dresmer Teegood“, sehr beliebt. Diese werden nach über 70-jähriger Produktionspause wieder nach den alten Originalformen und -dekoren Blau Dresmer, Rot Dresmer, Ostfriesische Rose hergestellt. Da in den Wirren der Kriegs- und Nachkriegsjahre die ursprünglichen Produktionsunterlagen untergegangen sind, wurden die Produktionsformen und Dekorvorlagen nach Originalstücken, teils aus Museen, teils von privaten Sammlern originalgetreu nachempfunden. So kann wieder das echte Dresmer Teegood in seiner ursprünglichen Form produziert werden.
Hochgeschätzt werden auch die figürlichen Darstellungen der Wallendorfer Porzellanmanufaktur. Der Großteil aller Figuren ist weiß glasiert oder als Biskuitporzellan hergestellt und jede ist ein Unikat, von Hand in Formen gegossen, zusammengesetzt und bemalt (Porzellanmalerei). Ein weiterer Bereich der Wallendorfer Porzellanmanufaktur sind Geschenkartikel, Vasen, Leuchter, Schalen, Dosen usw. in filigranen Formen mit Dekoren vom klassischen Indisch Blau bis hin zu frühlingshaften Vogel- und Blumenmotiven.

## Produktion
Obwohl die Wallendorfer Porzellan Manufaktur Wert auf historische Fertigungsmethoden legt, verfügt sie auch über moderne Technik. In der Produktion werden zum Beispiel isostatische Pressen und Druckgussanlagen verwendet. Die Übernahme der Manufaktur im April 2006 führte zu sehr vielen Veränderungen. So produziert die Wallendorfer Porzellan Manufaktur GmbH erstmals Bone China.
Bone China wird insbesondere wegen seines cremig-weißen Farbtons, der hohen Kantenschlagfestigkeit und seiner brillanten Oberfläche geschätzt. Das Geheimnis seines dichten und extrem transluzenten Scherbens liegt in der Zusammensetzung. Zusätzlich zu Kaolin, Feldspat und Quarzsand enthält es einen 52-prozentigen Anteil verglühter Knochenasche, woraus der Name Bone China oder Knochenporzellan abgeleitet wird.